# Valdemar Raasløff

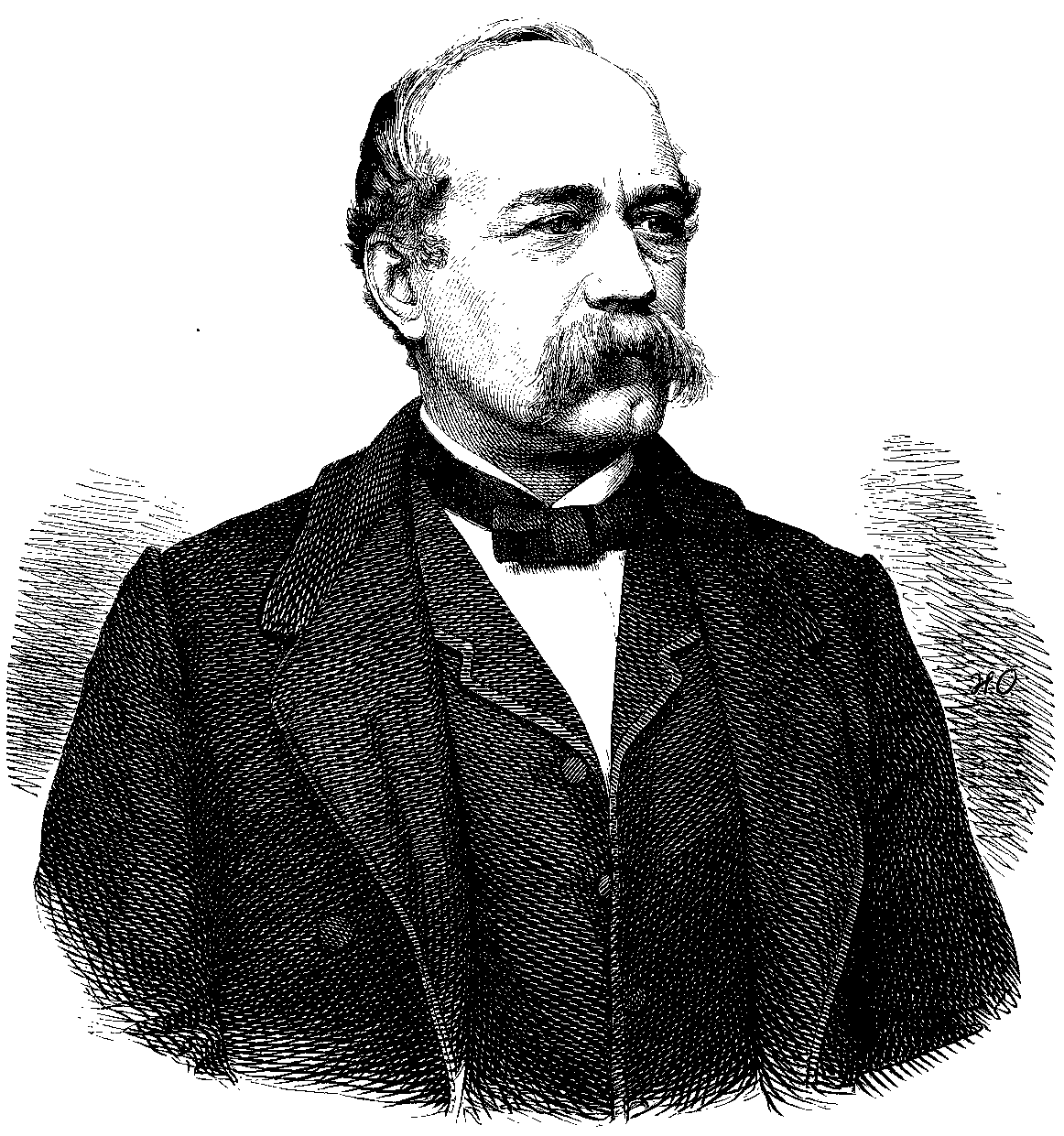
Valdemar Rudolph von Raasløff

Valdemar Rudolph von Raasløff, född den 6 november 1815 i Altona, död den 14 februari 1883 i Paris, var en dansk militär, diplomat och statsman, bror till Harald Iver Andreas Raasløff.
År 1838 blev Raasløff 1838 löjtnant vid artilleriet och tjänade 1840–41 i franska armén i Algeriet. Som kapten deltog han i 1849–50 års fälttåg i Schleswig, tog därefter avsked och reste till USA för att bli ingenjör. 1855 lyckades han emellertid genom en rad tidningsartiklar i frågan om Öresundstullen bidra till att lugna den i USA upphetsade stämningen och utnämndes därför till ministerresident i Washington, D.C. 1857.
1862 lyckades han i Peking avsluta ett för Danmark särdeles gynnsamt handelsfördrag med Qing-regeringen. 1866 blev han utnämnd till krigsminister och genomdrev 1867 års arméordning, arméns beväpning med remingtongevär och försäljningen av Köpenhamns gamla obrukbara fästningsverk.
Han inledde även frågan om försäljningen av Danska Västindien, men då denna stötte på motstånd hos USA:s kongress, tog han i april 1870 avsked som minister, avsade sig samma år sin plats i Folketinget och levde sedan mest utomlands. På en ny beskickning till Kina 1874 utverkade Raasløff trygghet för den danska anläggningen av telegrafer där.